# ミリスチシン
ミリスチシン(Myristicin)は、フェニルプロペンの一種である。ナツメグの精油中に少量存在し、また更に量は少ないが、パセリやイノンド等にも含まれる。水に不溶だが、エタノールやアセトンに可溶である。

## 利用
ナツメグは、通常料理に使われる量以上を摂取すると向精神作用を持つ。また、生のナツメグは、ミリスチシン及びエレミシンのため、抗コリン性の症状を引き起こすことがあるとの報告がある。また、ナツメグの中毒の症状は人によって異なるが、しばしば頭痛、吐き気、めまい、口内の乾燥、目の充血、記憶の混濁等を伴って、興奮状態や混乱状態になることが報告されている。さらに視覚の歪みや妄想観念等の幻覚誘発の作用もあることが報告されている。ナツメグの中毒では、最大の作用が表れるまでに摂取から数時間を要するとされている。この作用は数日間続く。

## 薬理作用
生のナツメグの質量の5-15%は精油成分であり、そのうち4%-8.5%がミリスチシンである。20gのナツメグは、平均で150mgのミリスチシンを含む。ある研究では、20gのナツメグから210mgのミリスチシン、70mgのエレミシン、39ｍgのサフロールが得られた。
ナツメグの向精神作用の主要因はミリスチシンであると広く認められているが、生のナツメグと合成ミリスチシンの間には、作用の相違がみられる。また、ミリスチシンはナツメグの種子の主要構成成分ではなく、生のナツメグの作用を十分に説明することはできない。
1997年の研究では、ミリスチシンはいくつかの化合物の毒性と代謝経路を変えるというデータが得られた。1963年の研究では、ミリスチシンは、マウスやラットでモノアミン酸化酵素の弱い阻害剤として働くという予備的な証拠が得られ、この研究では、さらに直接的な証拠が必要であると結論づけられた。ミリスチシンは天然の殺虫剤、ダニ駆除剤でもある。2005年の研究では、培養されたヒトの神経芽細胞腫で、神経毒の作用を持ちうることが示された。
1963年、アレクサンダー・シュルギンは、ミリスチシンは肝臓でMMDAに代謝されると推測した。この仮説はまだ確かめられていないが、類似化合物のアサロンやサフロールは、ヒトではアミノ基転移を起こさないことが示されている。シュルギンは、アミノ基転移はin vitroでは見られたが、in vivoではまだ証明されていないと著書PiHKALの中で記している。

## 反応
ミリスチシンは、アルコール中で水酸化カリウムとともに加熱し、蒸留分を冷却して結晶化させると、イソミリスチシンの無色針状の結晶が生成する。